# Hawke River
Hawke River är ett vattendrag i Kanada.   Det ligger i provinsen Newfoundland och Labrador, i den östra delen av landet, 1 600 km nordost om huvudstaden Ottawa.
I omgivningarna runt Hawke River växer i huvudsak barrskog. Trakten runt Hawke River är nära nog obefolkad, med mindre än två invånare per kvadratkilometer.